# اتفاقية ترخيص المستخدم النهائي
اتفاقية ترخيص المستخدم النهائي(بالانجليزية : End-User License Agreement ، مختصر بـ :EULA ) هو عقد قانوني بين المالك الأصلي للبرامج مغلقة المصدر أو المنتج البرمجي و المستخدم النهائي الذي يوافق على شروط الاستخدام المحددة في الاتفاقية. تهدف هذه الاتفاقية إلى تحديد حقوق والتزامات المستخدم والمطور وتوفير إطار قانوني يحكم استخدام البرمجيات والمنتجات الرقمية.

## الاستخدام القانوني
تعتبر EULA وثيقة قانونية ملزمة، ويُطلب من المستخدمين قبول الشروط قبل استخدام البرنامج. في حالة عدم الالتزام بالشروط، قد يكون للمطور الحق في اتخاذ إجراءات قانونية ضد المستخدم، بما في ذلك إلغاء الترخيص.

## الأهمية
تعتبر اتفاقيات ترخيص المستخدم النهائي مهمة لأنها تحمي حقوق الملكية الفكرية للمطورين وتضمن استخدام البرامج بطرق قانونية ومشروعة. كما توفر حماية قانونية للمستخدمين من خلال توضيح حقوقهم وواجباتهم.

## أمثلة على برمجيات بترخيص المستخدم النهائي

### برمجيات مفتوحة المصدر
1. نظام تشغيل لينكس أوبونتو - يحتوي على EULA ضمن عملية التثبيت.
2. نظام تشغيل لينكس ريد هات - يتطلب من المستخدمين قبول EULA.
3. نظام تشغيل فيدورا - يحتوي على EULA ضمن عملية التثبيت.
4. نظام تشغيل Solaris - يتطلب قبول EULA عند التثبيت.
5. موزيلا فايرفوكس - يحتوي على EULA ضمن عملية التثبيت.
6. جوجل كروم - يحتوي على EULA ضمن عملية التثبيت.
7. وين رار - يحتوي على EULA كجزء من عملية التثبيت.
8. جيمب (GIMP) - يتطلب EULA كجزء من عملية التثبيت.
9. ميديا بلاير كلاسيك - يحتوي على EULA ضمن عملية التثبيت.

### برمجيات مغلقة المصدر
1. نظام تشغيل ويندوز 10 - يتطلب من المستخدمين قبول EULA عند تثبيت النظام.
2. نظام تشغيل macOS - يتطلب EULA كجزء من عملية التثبيت.
3. نظام تشغيل Android - يتطلب EULA كجزء من إعداد الجهاز.
4. نظام تشغيل iOS - يحتوي على EULA كجزء من إعداد الجهاز.
5. نظام تشغيل Windows Server - يتطلب قبول EULA عند التثبيت.
6. مايكروسوفت أوفيس 365 - يحتوي على EULA عند التثبيت.
7. أدوبي فوتوشوب - يتطلب EULA كجزء من عملية التثبيت.
8. أدوبي أكروبات - يتطلب EULA عند التثبيت.
9. سكايب - يحتوي على EULA ضمن عملية التثبيت.
10. مايكروسوفت إيدج - يتطلب EULA كجزء من عملية التثبيت.
11. نظام تشغيل ويندوز 11 - يتطلب من المستخدمين قبول EULA عند تثبيت النظام.